# Comasada
El Comasada és una muntanya de 478 msnm al municipi de Talamanca, a la comarca catalana del Bages.